# Lobelia columnaris
Lobelia columnaris är en klockväxtart som beskrevs av Joseph Dalton Hooker. Lobelia columnaris ingår i släktet lobelior, och familjen klockväxter. IUCN kategoriserar arten globalt som nära hotad. Inga underarter finns listade i Catalogue of Life.

## Bildgalleri

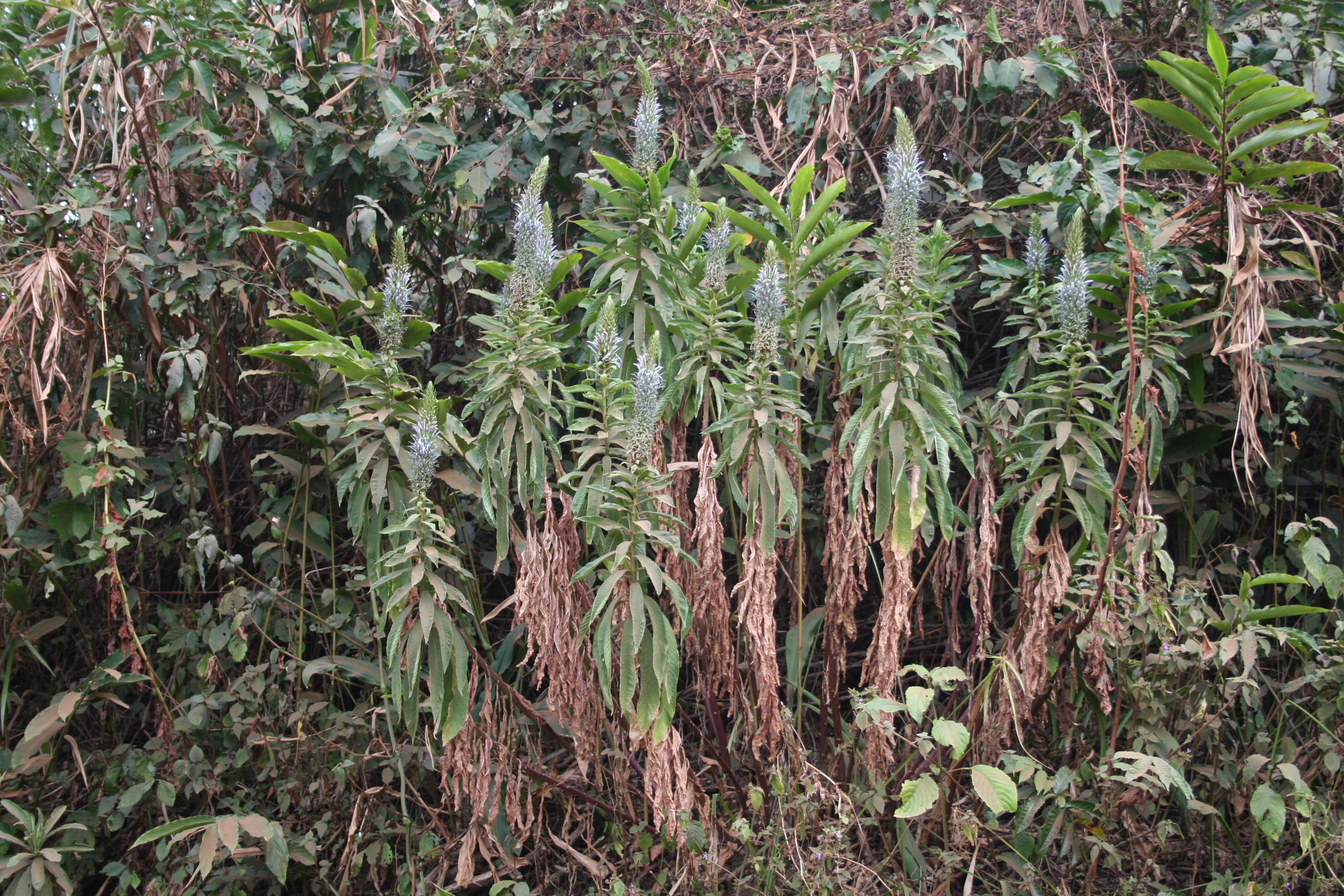